# La Feuillée
La Feuillée (bret. Ar Fouilhez) – miejscowość i gmina we Francji, w regionie Bretania, w departamencie Finistère.
Według danych na rok 2006 gminę zamieszkiwało 651 osób, a gęstość zaludnienia wynosiła 21 osób/km² (wśród 1269 gmin Bretanii La Feuillée plasuje się na 801. miejscu pod względem liczby ludności, natomiast pod względem powierzchni na miejscu 263.).